# Noble Peak
Noble Peak är en bergstopp i Antarktis. Den ligger i Västantarktis. Argentina, Chile och Storbritannien gör anspråk på området. Toppen på Noble Peak är 720 meter över havet.
Terrängen runt Noble Peak är huvudsakligen kuperad, men söderut är den bergig. Havet är nära Noble Peak åt nordväst. Trakten är obefolkad. Det finns inga samhällen i närheten.